# Paramoera edouardi
Paramoera edouardi is een vlokreeftensoort uit de familie van de Pontogeneiidae. De wetenschappelijke naam van de soort is voor het eerst geldig gepubliceerd in 1929 door Schellenberg.